# 希腊第一共和国
1821年希腊独立战争开始后，希腊各地成立了地方性的自治委员会。1822年，来自各地的代表在伯罗奔尼撒半岛的埃皮达鲁斯召开了第一次全国性的代表大会，并颁布了第一部希腊宪法。这标志着近现代希腊国家的建立。1827年，随着希腊地区的大部分领土都得到了解放，全国代表大会宣布建立希腊国，并选举愛奧尼斯·卡波季斯第亞斯为首任总统，史称希腊第一共和国（希臘語：Αʹ Ελληνική Δημοκρατία，1827年－1832年）。
希腊第一共和国建立之后，人口只有80万，相对仍居奥斯曼帝国境内的250万希腊人来说只占据不到三分之一。于是在此后一个世纪多里希腊一直有一个目标，称为“伟大理想”，即将所有希腊人团结在一个国家中，并定都君士坦丁堡、恢复东罗马帝国的疆域及荣光。在此后的一个多世纪中，希腊的领土不断扩张，最终于1923年，希腊、土耳其签订《洛桑和约》并结束了战争，希腊才结束了扩张主义。
希腊第一共和国刚刚建立不久之后，爱奥尼斯·卡波季斯第亚斯就于1831年遭到暗杀身亡，此后希腊全国陷入了一片混乱，此时英、法、俄三国决定在希腊建立一个王国，并最终于1832年的伦敦会议中指派巴伐利亚的奥托王子为希腊的首任君主。于是在1832年，希腊第一共和国被希腊王国取代。

## 政府首脑
- 爱奥尼斯·卡波季斯第亚斯 (1828年1月24日 - 1831年10月9日)
- 奥古斯丁·卡波季斯第亚斯 (1831年10月9日 - 1832年4月9日)
- 政府委员会 (1832年4月9日 - 1833年2月2日)